# 'Amr ibn al-'As
'Amr ibn al-'As (Arabisch: عمرو بن العاص; Mekka, ca. 585 – Egypte (land), 6 januari 664) was een Arabisch commandant, die zijn reputatie te danken heeft aan zijn verovering van het Egyptische rijk in 640. Hij klom sinds zijn bekering in 629 als een van de goede metgezellen van profeet Mohammed snel op in de islamitische hiërarchie. Hij stichtte de stad Fustat, dat de hoofdstad zou worden en bouwde er de naar hemzelf genoemde Moskee Amr ibn al-As. Hij was een van de twee scheidsrechters, na de onbesliste slag bij Siffin (657), die het einde betekende voor Ali ibn Aboe Talib en de opkomst van Moe'awija I, de stichter van de Omajjaden-dynastie. Voor zijn bewezen diensten werd hij aangesteld als gouverneur van Egypte (658-664).